# Coppa Davis 1981
La Coppa Davis 1981 è stata la 70ª edizione del massimo torneo riservato alle nazionali maschili di tennis. Per la prima volta è stato utilizzato il Gruppo Mondiale che includeva 16 squadre provenienti dalle semifinali del torneo dell'anno precedente. Le squadre che avevano perso il 1º turno avrebbero dovuto giocare il Turno di Qualificazione ed in caso di sconfitta dovevano retrocedere nei gruppi zonali. I vincitori dei gruppi zonali erano promossi nel Gruppo Mondiale dell'anno successivo. Vi hanno partecipato 53 nazioni: 16 nel Gruppo Mondiale, 23 nella zona europea, 6 nella zona dell'est e 8 della zona americana.
Nella finale disputata dall'11 al 13 dicembre al Riverfront Coliseum di Cincinnati negli Stati Uniti, gli Stati Uniti hanno battuto l'Argentina.

## Gruppo Mondiale
| Squadre partecipanti | Squadre partecipanti | Squadre partecipanti | Squadre partecipanti |
| Argentina            | Australia            | Brasile              | Cecoslovacchia       |
| Francia              | Regno Unito          | Italia               | Giappone             |
| Messico              | Nuova Zelanda        | Romania              | Corea del Sud        |
| Svezia               | Svizzera             | Stati Uniti          | Germania Ovest       |
| -------------------- | -------------------- | -------------------- | -------------------- |

### Tabellone
|  | Primo turno 6-8 marzo                                     | Primo turno 6-8 marzo | Primo turno 6-8 marzo              |                              |                | Quarti di finale 9-11 luglio | Quarti di finale 9-11 luglio             | Quarti di finale 9-11 luglio |   |  | Semifinali 2-4 ottobre | Semifinali 2-4 ottobre                     | Semifinali 2-4 ottobre |   |  | Finale 11-13 dicembre | Finale 11-13 dicembre | Finale 11-13 dicembre |
|  |                                                           |                       |                                    |                              |                |                              |                                          |                              |   |  |                        |                                            |                        |   |  |                       |                       |                       |
|  | Monaco di Baviera, Germania dell'Ovest (Sintetico indoor) |                       |                                    |                              |                |                              |                                          |                              |   |  |                        |                                            |                        |   |  |                       |                       |                       |
|  |                                                           | Germania Ovest        | 2                                  |                              |                |                              |                                          |                              |   |  |                        |                                            |                        |   |  |                       |                       |                       |
|  |                                                           | Germania Ovest        | 2                                  | Timișoara, Romania (Cemento) |                |                              |                                          |                              |   |  |                        |                                            |                        |   |  |                       |                       |                       |
|  |                                                           | Argentina             | 3                                  |                              |                |                              |                                          |                              |   |  |                        |                                            |                        |   |  |                       |                       |                       |
|  |                                                           | Argentina             | 3                                  |                              | Argentina      | 3                            |                                          |                              |   |  |                        |                                            |                        |   |  |                       |                       |                       |
|  | Timișoara, Romania (Cemento indoor)                       |                       |                                    |                              | Argentina      | 3                            |                                          |                              |   |  |                        |                                            |                        |   |  |                       |                       |                       |
|  |                                                           |                       | Romania                            | 2                            |                |                              |                                          |                              |   |  |                        |                                            |                        |   |  |                       |                       |                       |
|  |                                                           | Romania               | Romania                            | 2                            | 3              |                              |                                          |                              |   |  |                        |                                            |                        |   |  |                       |                       |                       |
|  |                                                           | Romania               |                                    |                              | 3              |                              | Buenos Aires, Argentina (Terra)          |                              |   |  |                        |                                            |                        |   |  |                       |                       |                       |
|  |                                                           | Brasile               | 2                                  |                              |                |                              |                                          |                              |   |  |                        |                                            |                        |   |  |                       |                       |                       |
|  |                                                           |                       |                                    |                              |                |                              |                                          | Argentina                    | 5 |  |                        |                                            |                        |   |  |                       |                       |                       |
|  | Brighton, Inghilterra (Sintetico indoor)                  |                       |                                    |                              |                |                              |                                          | Argentina                    | 5 |  |                        |                                            |                        |   |  |                       |                       |                       |
|  |                                                           |                       | Regno Unito                        | 0                            |                |                              |                                          |                              |   |  |                        |                                            |                        |   |  |                       |                       |                       |
|  |                                                           | Regno Unito           | Regno Unito                        | 0                            | 3              |                              |                                          |                              |   |  |                        |                                            |                        |   |  |                       |                       |                       |
|  |                                                           | Regno Unito           | Christchurch, Nuova Zelanda (erba) |                              | 3              |                              |                                          |                              |   |  |                        |                                            |                        |   |  |                       |                       |                       |
|  |                                                           | Italia                | 2                                  |                              |                |                              |                                          |                              |   |  |                        |                                            |                        |   |  |                       |                       |                       |
|  |                                                           | Italia                | 2                                  |                              | Regno Unito    | 4                            |                                          |                              |   |  |                        |                                            |                        |   |  |                       |                       |                       |
|  | Seul, Corea del Sud (Terra)                               |                       |                                    |                              | Regno Unito    | 4                            |                                          |                              |   |  |                        |                                            |                        |   |  |                       |                       |                       |
|  |                                                           |                       | Nuova Zelanda                      | 1                            |                |                              |                                          |                              |   |  |                        |                                            |                        |   |  |                       |                       |                       |
|  |                                                           | Corea del Sud         | Nuova Zelanda                      | 1                            | 0              |                              |                                          |                              |   |  |                        |                                            |                        |   |  |                       |                       |                       |
|  |                                                           | Corea del Sud         |                                    |                              | 0              |                              |                                          |                              |   |  |                        | Cincinnati, Stati Uniti (Sintetico indoor) |                        |   |  |                       |                       |                       |
|  |                                                           | Nuova Zelanda         | 5                                  |                              |                |                              |                                          |                              |   |  |                        |                                            |                        |   |  |                       |                       |                       |
|  |                                                           |                       |                                    |                              |                |                              |                                          |                              |   |  |                        |                                            | Argentina              | 1 |  |                       |                       |                       |
|  | Yokohama, Giappone (Sintetico indoor)                     |                       |                                    |                              |                |                              |                                          |                              |   |  |                        |                                            | Argentina              | 1 |  |                       |                       |                       |
|  |                                                           |                       | Stati Uniti                        | 3                            |                |                              |                                          |                              |   |  |                        |                                            |                        |   |  |                       |                       |                       |
|  |                                                           | Giappone              | Stati Uniti                        | 3                            | 0              |                              |                                          |                              |   |  |                        |                                            |                        |   |  |                       |                       |                       |
|  |                                                           | Giappone              | Båstad, Svezia (Terra)             |                              | 0              |                              |                                          |                              |   |  |                        |                                            |                        |   |  |                       |                       |                       |
|  |                                                           | Svezia                | 5                                  |                              |                |                              |                                          |                              |   |  |                        |                                            |                        |   |  |                       |                       |                       |
|  |                                                           | Svezia                | 5                                  |                              | Svezia         | 1                            |                                          |                              |   |  |                        |                                            |                        |   |  |                       |                       |                       |
|  | Lione, Francia (Sintetico indoor)                         |                       |                                    |                              | Svezia         | 1                            |                                          |                              |   |  |                        |                                            |                        |   |  |                       |                       |                       |
|  |                                                           |                       | Australia                          | 3                            |                |                              |                                          |                              |   |  |                        |                                            |                        |   |  |                       |                       |                       |
|  |                                                           | Francia               | Australia                          | 3                            | 2              |                              |                                          |                              |   |  |                        |                                            |                        |   |  |                       |                       |                       |
|  |                                                           | Francia               |                                    |                              | 2              |                              | Portland, Stati Uniti (Sintetico indoor) |                              |   |  |                        |                                            |                        |   |  |                       |                       |                       |
|  |                                                           | Australia             | 3                                  |                              |                |                              |                                          |                              |   |  |                        |                                            |                        |   |  |                       |                       |                       |
|  |                                                           |                       |                                    |                              |                |                              |                                          | Australia                    | 0 |  |                        |                                            |                        |   |  |                       |                       |                       |
|  | Zurigo, Svizzera (Cemento indoor)                         |                       |                                    |                              |                |                              |                                          | Australia                    | 0 |  |                        |                                            |                        |   |  |                       |                       |                       |
|  |                                                           |                       | Stati Uniti                        | 5                            |                |                              |                                          |                              |   |  |                        |                                            |                        |   |  |                       |                       |                       |
|  |                                                           | Svizzera              | Stati Uniti                        | 5                            | 2              |                              |                                          |                              |   |  |                        |                                            |                        |   |  |                       |                       |                       |
|  |                                                           | Svizzera              | New York, Stati Uniti (Cemento)    |                              | 2              |                              |                                          |                              |   |  |                        |                                            |                        |   |  |                       |                       |                       |
|  |                                                           | Cecoslovacchia        | 3                                  |                              |                |                              |                                          |                              |   |  |                        |                                            |                        |   |  |                       |                       |                       |
|  |                                                           | Cecoslovacchia        | 3                                  |                              | Cecoslovacchia | 1                            |                                          |                              |   |  |                        |                                            |                        |   |  |                       |                       |                       |
|  | Carlsbad, Stati Uniti (Cemento)                           |                       |                                    |                              | Cecoslovacchia | 1                            |                                          |                              |   |  |                        |                                            |                        |   |  |                       |                       |                       |
|  |                                                           |                       | Stati Uniti                        | 4                            |                |                              |                                          |                              |   |  |                        |                                            |                        |   |  |                       |                       |                       |
|  |                                                           | Stati Uniti           | Stati Uniti                        | 4                            | 3              |                              |                                          |                              |   |  |                        |                                            |                        |   |  |                       |                       |                       |
|  |                                                           | Stati Uniti           |                                    |                              | 3              |                              |                                          |                              |   |  |                        |                                            |                        |   |  |                       |                       |                       |
|  |                                                           | Messico               | 2                                  |                              |                |                              |                                          |                              |   |  |                        |                                            |                        |   |  |                       |                       |                       |

### Finale
| Stati Uniti 3 | Riverfront Coliseum, Cincinnati, Stati Uniti 11-13 dicembre 1981 sintetico (indoor) | Riverfront Coliseum, Cincinnati, Stati Uniti 11-13 dicembre 1981 sintetico (indoor) | Argentina 1 |     |     |     |      |                |
| \| \| \| \| 1 \| 2 \| 3 \| 4 \| 5 \| \| \| - \| \| -------------------------------------------------------------- \| ----- \| --- \| --- \| --- \| ---- \| -------------- \| \| 1 \| \| John McEnroe Guillermo Vilas \| 6 3 \| 6 2 \| 6 2 \| \| \| \| \| 2 \| \| Roscoe Tanner José Luis Clerc \| 5 7 \| 3 6 \| 6 8 \| \| \| \| \| 3 \| \| Peter Fleming / John McEnroe José Luis Clerc / Guillermo Vilas \| 6 3 \| 4 6 \| 6 4 \| 4 6 \| 11 9 \| \| \| 4 \| \| John McEnroe José Luis Clerc \| 7 5 \| 5 7 \| 6 3 \| 3 6 \| 6 3 \| \| \| 5 \| \| Roscoe Tanner Guillermo Vilas \| 11 10 \| \| \| \| \| non completata \| |                                                                                     |                                                                                     |             |     |     |     |      |                |
| |                                                                                     |                                                                                     | 1           | 2   | 3   | 4   | 5    |                |
| 1 | Stati Uniti (bandiera) · Argentina (bandiera)                                       | John McEnroe Guillermo Vilas                                                        | 6 3         | 6 2 | 6 2 |     |      |                |
| 2 | Stati Uniti (bandiera) · Argentina (bandiera)                                       | Roscoe Tanner José Luis Clerc                                                       | 5 7         | 3 6 | 6 8 |     |      |                |
| 3 | Stati Uniti (bandiera) · Argentina (bandiera)                                       | Peter Fleming / John McEnroe José Luis Clerc / Guillermo Vilas                      | 6 3         | 4 6 | 6 4 | 4 6 | 11 9 |                |
| 4 | Stati Uniti (bandiera) · Argentina (bandiera)                                       | John McEnroe José Luis Clerc                                                        | 7 5         | 5 7 | 6 3 | 3 6 | 6 3  |                |
| 5 | Stati Uniti (bandiera) · Argentina (bandiera)                                       | Roscoe Tanner Guillermo Vilas                                                       | 11 10       |     |     |     |      | non completata |

## Turno di Qualificazione Gruppo Mondiale
Date: 2-4 ottobre
| Città                      | Squadra ospitante | Punteggio | Squadra ospite |
| -------------------------- | ----------------- | --------- | -------------- |
| San Paolo, Brasile (Terra) | Brasile           | 2-3       | Germania Ovest |
| Parigi, Francia (Terra)    | Francia           | 4-1       | Giappone       |
| Sanremo, Italia (Terra)    | Italia            | 4-1       | Corea del Sud  |
| Tijuana, Messico (Terra)   | Messico           | 3-2       | Svizzera       |

- Germania dell'Ovest, Francia, Italia e Messico rimangono nel Gruppo Mondiale della Coppa Davis 1982.
- Brasile (AME), Giappone (EAS), Corea del Sud (EAS) e Svizzera (EUR) retrocesse nei gironi dei gruppi zonali della Coppa Davis 1982.

## Zona Americana

### Zona Nord e Centro Americana
Squadre partecipanti
- Canada
- Caraibi e Indie Occidentali
- Colombia — promossa alla Finale Interzonale Americana
- Venezuela

### Zona Sudamericana
Squadre partecipanti
- Cile — promossa alla Finale Interzonale Americana
- Ecuador
- Perù
- Uruguay

### Finale Interzonale Americana
- Cile promossa al Gruppo Mondiale della Coppa Davis 1982.

## Zona dell'Est
Squadre partecipanti
- India — promossa al Gruppo Mondiale della Coppa Davis 1982
- Indonesia
- Malaysia
- Pakistan
- Taipei cinese
- Thailandia

## Zona Europea

### Zona A
Squadre partecipanti
- Algeria
- Egitto
- Grecia
- Israele
- Jugoslavia
- Marocco
- Monaco
- Polonia
- Spagna — promossa al Gruppo Mondiale della Coppa Davis 1982
- Ungheria
- Zimbabwe

### Zona B
Squadre partecipanti
- Austria
- Belgio
- Bulgaria
- Danimarca
- Finlandia
- Irlanda
- Lussemburgo
- Norvegia
- Paesi Bassi
- Portogallo
- Turchia
- Unione Sovietica — promossa al Gruppo Mondiale della Coppa Davis 1982